# 托维亚
托维亚，是西班牙拉里奥哈自治区的一个市镇。总面积35平方公里，总人口71人（2001年），人口密度2人/平方公里。